# 锯齿巨蟹蛛
锯齿巨蟹蛛（学名：Heteropoda serrata）为巨蟹蛛科巨蟹蛛属的动物。在中国大陆，分布于江西、安徽等地。该物种的模式产地在江西庐山、安徽黄山。